# AngelScript
AngelScript — интерпретируемый язык программирования, разработанный специально для использования в качестве скриптового языка в приложениях. Является свободно распространяемым, с открытыми исходными кодами. Портирован на различные платформы. Синтаксис языка основан на хорошо известных C++, Java, C# и D.

## Описание
AngelScript представляет собой движок, в котором приложение может регистрировать функции, свойства и типы, которые могут использоваться в скриптах. Скрипты компилируются в модули. Количество используемых модулей варьируется в зависимости от нужд. Приложение может также использовать различные интерфейсы для каждого модуля с помощью групп конфигурации. Это особенно полезно, когда приложение работает с несколькими типами скриптов, например, GUI, AI и т. д.
Каждый модуль имеет своё собственное пространство скриптов, глобальных переменных и классов. Обычно они не разделяются между модулями, хотя и несколько модулей могут быть построены из одного и того же скрипта. Модули могут взаимодействовать друг с другом через обязательную связывающую функцию. Так как скрипты компилируются в байт-код, AngelScript предоставляет виртуальную машину для выполнения байт-кода, также известного как скрипт-контекст. Приложение может обрабатывать любое число скрипт-контекстов в одно и то же время, хотя большинству приложений хватает только одного. Контексты поддерживают приостановку/возобновление исполнения, так что в приложении можно легко реализовать такие функции, как одновременное выполнение сценариев и сопрограммы. Скрипт-контекст также предоставляет интерфейс для извлечения информации периода выполнения, полезную для отладки.

## Основные особенности
- C-подобный синтаксис.
- Управление памятью.
- Строго типизированный язык.
- Лёгкость связывания с кодом на C/C++.
- Встроенная многопоточность.

### Пример программы
Программа «Hello, world» в простейшем случае выглядит так:
```
void
 
main
()

{

  
print
(
"Hello world
\n
"
);

}

```